# Distant Relatives
Distant Relatives è un album collaborativo dell'artista giamaicano Damian Marley e il rapper statunitense Nas. Pubblicato il 18 maggio del 2010, è stato distribuito da Universal Republic e Def Jam. La produzione è stata realizzata da Damian e Stephen Marley tra il 2008 e il 2010. Unendo elementi musicali dell'hip hop e del reggae, Distant Relatives tratta argomenti riguardanti l'origine, la povertà e la condizione dell'Africa.
L'album ha debuttato al quinto posto nella Billboard 200 statunitense, vendendo 57 000 copie nella prima settimana. Alla sua uscita, l'album ha ricevuto recensioni positive dalla maggior parte dei critici musicali.

## Background
Nas annuncia la collaborazione con Damian Marley ai Grammy Awards 2009. Il titolo dell'album deriva dal rapporto tra Nas e Damian Marley, i loro antenati comuni in Africa e l'origine comune dell'intera razza umana, che hanno musicalmente ispirato l'album. Le tracce rimanenti degli album di Nas e Marley in origine erano previste per un EP basato sull'Africa. Dopo aver lavorato assieme, i due hanno deciso di produrre un album collaborativo completo.
Nas e Marley hanno iniziato a registrare nel 2008: le sessioni di registrazione si sono svolte a Los Angeles, in California e a Miami, in Florida. Marley e suo fratello, Stephen, hanno prodotto la maggior parte dell'album. Tra gli ospiti presenti nell'album anche Stephen Marley, K'naan, Lil Wayne e Joss Stone.

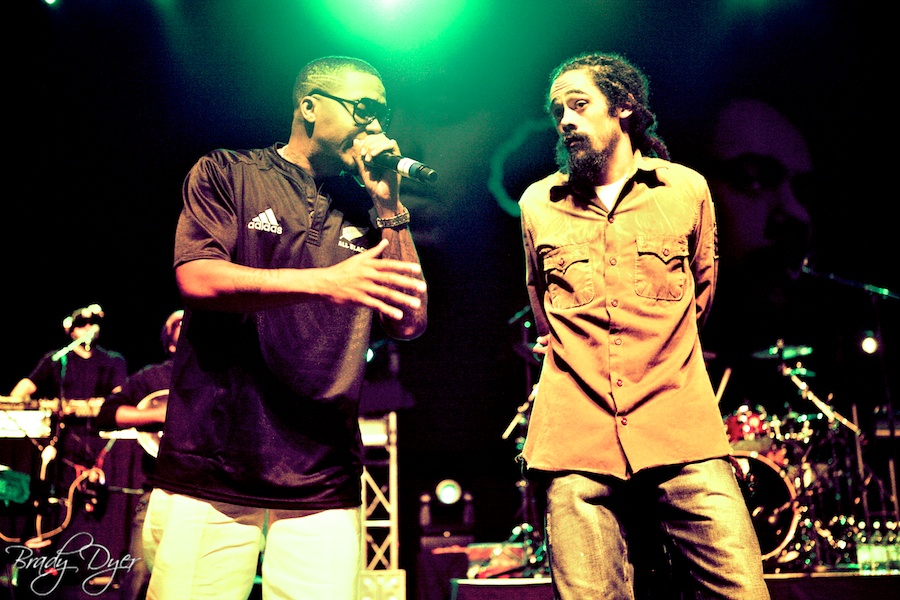
Nas e Damian Marley si esibiscono a Wellington, Nuova Zelanda, nel 2011.

L'album è pubblicato il 18 maggio 2010 da Universal Republic e Def Jam e il ricavato andrà a un progetto in Africa con la possibilità di costruire una scuola in Congo.

## Disco
Fondendo elementi musicali hip hop e reggae, i due artisti hanno inserito nell'album campioni provenienti dalla musica africana. Il contenuto lirico dell'album ruota pesantemente attorno ai temi riguardanti l'Africa, dalla discendenza alla povertà, con critiche sociali sugli Stati Uniti e l'Africa. La traccia Count Your Blessings riflette sulla difficile situazione dell'Africa.

### Singoli
As We Enter è stato estratto come primo singolo il 23 febbraio 2010: il brano ha avuto un buon successo commerciale negli Stati Uniti e in UK. Sono seguiti Strong Will Continue, inserito nella colonna sonora del videogioco della EA Sports 2010 FIFA World Cup, e My Generation, pubblicato nel Regno Unito il 30 agosto dello stesso anno.

## Ricezione
| Recensione           | Giudizio |
| -------------------- | -------- |
| AllMusic             | [ 1 ]    |
| Spin                 | [ 16 ]   |
| Entertainment Weekly | B+       |
| Rolling Stone        | [ 17 ]   |
| The Daily Telegraph  | [ 18 ]   |
| Billboard            | [ 16 ]   |
| Pitchfork            | [ 16 ]   |
| Robert Christgau     | A−       |
| Slant Magazine       | [ 16 ]   |
| RapReviews           | [ 16 ]   |
| The Guardian         | [ 20 ]   |

### Performance commerciale
L'album debutta al quinto posto nella Billboard 200 vendendo 57 000 copie nella prima settimana. È il decimo album di Nas nella top ten della classifica statunitense e il secondo nella top ten per Marley. L'album si classifica anche tra i Digital Albums (4°), primo nella chart Top R&B/Hip-Hop Albums, in quella degli album Rap e in quella degli album Reggae. Al giugno 2010, l'album ha venduto 134.000 negli Stati Uniti.
Distant Relatives ottiene successo a livello internazionale, entrando in diverse classifiche. Entra alla posizione numero 33 nella classifica European Top 100 Albums. Nel Regno Unito, esordisce al 30º posto in classifica e al quarto tra gli album R&B. In Canada, l'album debutta nella top ten, entrando in diverse classifiche europee.

### Recensioni
Distant Relatives riceve generalmente recensioni positive da parte dei critici musicali. Metacritic gli assegna un punteggio di 73/100 basato su 23 recensioni. Entertainment Weekly scrive che «poche collaborazioni tra i migliori di entrambi i mondi funzionano così come in Distant Relatives, che abbina le filastrocche incendiarie di Nas con gli entusiasmanti ganci e i ritmi universali che il figlio minore di Bob Marley preferisce.» David Jeffries per Allmusic si è complimentato per i temi riguardanti l'Africa. Ryan Flatley per Sputnikmusic ha dichiarato che «Nas e Damian Marley sono un abbinamento formidabile, apparentemente sullo stesso livello per la maggior parte dell'album in termini di pensiero e presenza collettiva.» Dave Simpson del The Guardian ha descritto la musica dell'album come «roba ponderata, sincera e pesante, affrontando temi dalla povertà in Africa al commercio di diamanti senza sembrare moralizzatrice o sdolcinata.» Gervase de Wilde del The Daily Telegraph lo definisce «prevedibilmente brillante.»
Jesal Padania di RapReviews gli assegna un punteggio perfetto (10/10), definendolo un album «storico» e scrivendo che «mai prima d'ora in entrambi i generi c'è stato un album di collaborazione di così profondo successo. Mai», aggiungendo che la produzione «ricorda il meticoloso compianto Dilla» e «in realtà, la star dello show è Marley.»
Sebbene abbia trovato la sua fusione musicale «un po' esagerata», David Amidon di PopMatters ritiene che «l'alchimia tra Nas e la voce di Junior Gong è ovvia e genera un forte senso di unità.» Richards di Slant Magazine lo ha definito «un'opera brillante e ricca di cultura» e ha lodato i suoi temi di umanità e umiltà, scrivendo che «brilla di passione e zelo, sia nel contenuto che nella produzione, che trasuda calore terrestre.» Su MSN Music, Robert Christgau ha recensito molto positivamente il prodotto.
L'album riceve anche recensioni miste come quelle di Rolling Stone, Spin, Uncut, The Village Voice, Los Angeles Times, e Pitchfork, che critica negativamente l'album. Tom Breihan per Pitchfork scrive che i testi sono triti e dichiara: «Nas e Marley cadono in una specie di funk mediocre.» Recensioni negative arrivano anche da Q (2/5 stelle)
e NOW.

## Tracce
La musiche sono prodotte da Damian Marley, eccetto le tracce 4, 9 e 11 prodotte da Stephen Marley.
1. As We Enter – 2:58 (testo: Nasir Jones, Damian Marley, Mulatu Astatke)
2. Tribes at War (featuring K'naan) – 4:30 (testo: Jones, Marley, Keinan Warsame)
3. Strong Will Continue – 6:02 (testo: Jones, Marley)
4. Leaders (featuring Stephen Marley) – 4:20 (testo: Jones, Marley, Stephen Marley)
5. Friends – 4:49 (testo: Jones, Marley)
6. Count Your Blessings – 4:24 (testo: Jones, Marley)
7. Dispear – 5:53 (testo: Jones, Marley)
8. Land of Promise (featuring Dennis Brown) – 4:00 (testo: Jones, Marley, Dennis Brown)
9. In His Own Words (featuring Stephen Marley) – 5:00 (testo: Jones, D. Marley, S. Marley)
10. Nah Mean – 4:09 (testo: Jones, Marley)
11. Patience – 5:46 (testo: Jones, Marley, Amadou Bajayoko, Mariam Doumbia)
12. My Generation (featuring Joss Stone & Lil Wayne) – 4:02 (testo: Jones, Marley, Dwayne Carter, Jr.)
13. Africa Must Wake Up (featuring K'naan) – 6:41 (testo: Jones, Marley, Warsame)

Durata totale: 62:34
Traccia bonus
1. Ancient People (featuring Junior Reid) – 4:35 (testo: Jones, Marley, Junior Reid)

## Formazione
Crediti adattati secondo AllMusic.
- Luke Aiono – chitarra
- Rahsaan Alexander – cori
- Chris Athens – masterizzazione
- Kreiger Bailey – cori
- Amadou Bajayoko – compositore
- Miguel Bermudez – assistente
- Chad Blaize – cori
- Dennis Brown – composer, cori
- Llamar "Riff Raff" Brown – tastiere
- Ann Marie Calhoun – violino
- Andrea Carter – chitarra
- James "Bonzai" Caruso – missaggio
- Jason Chantrelle – A&R
- Daniel Chappell – ottone
- Squiddly Cole – percussioni, tastiere, batteria
- Shiah Coore – basso, batteria, cori, battito con le mani
- Greg DePante – assistant
- Courtney Diedrick – batteria, battito con le mani
- Sean Diedrick – tastiere
- Mariam Doumbia – compositore
- Dwayne Carter – compositore
- Nabil Elderkin – fotografia
- Paul Fakhourie – basso, tastiere
- Andre "Illestr8" Forrest – cori, battito con le mani

- Rovleta Fraser – cori
- Nesta Garrick – direzione artistica, design
- Neville Garrick – fotografia, consulente artistico
- Marcus Garvey – autore citazione
- Rannoy Gordon – chitarra
- Andrew Green – ingegnere audio
- Tim Harkins – ingegnere audio
- Phillip "Winta" James – tastiere, cori, battito con le mani
- Sunday Agwaze Michaels – tumbadora "conga africani"
- Nasir Jones – compositore, autore, rapper, produttore, produttore esecutivo, cori
- Keinan Warsame – compositore
- L.A.'s Best Sunny Brae Choir – cori
- Marc Lee – ingegnere audio
- Funji Legohn – ottone
- Casey Lewis – ingegnere audio
- Damian Marley – compositore, produttore, produttore esecutivo, cori, battito con le mani, programmazione, voce
- Stephen Marley – chitarra, tastiere, compositore, programmazione, produttore
- George Massa – ingegnere audio
- Christopher Merridith – basso, chitarra, tastiere
- Jah Amen Mobley – cori
- Leon Mobley – percussione, cori
- Vernon Mungo – ingegnere audio
- Josh Newell – ingegnere audio

- Bobby Newland – assistente
- Steve Nowa – assistente
- Oakwood School 5th Grade Choir – cori
- Raymond Onyai – cori
- George Pajon – chitarra
- Lisa Parade – direttore
- Josef Powell – cori
- José Quintero – assistente
- Benjamin Reid – ingegnere audio, assistente
- Mike Rowe – tastiere
- James Rudder – assistente
- Noelle Scaggs – cori
- Miles Tackett – violoncello
- Charles Wakeman – ingegnere audio, assistente, missaggio
- Oren Waters – cori
- Will Wheaton – cori
- Roselyn Williams – cori
- Betty Wright – cori
- Eric "Twizted" Young – assistente
- Gabriel Zardes – A&R
- Danny Zook – controllo dei sample
- Corey Lloyd - controllo dei sample
- Michael Hardin - controllo dei sample

## Classifiche

### Classifiche settimanali
| Classifica (2010)         | Posizione massima |
| ------------------------- | ----------------- |
| Austria                   | 53                |
| Belgio (Fiandre)          | 70                |
| Belgio (Vallonia)         | 77                |
| Canada                    | 9                 |
| Francia                   | 27                |
| Germania                  | 38                |
| Grecia                    | 24                |
| Paesi Bassi               | 65                |
| Norvegia                  | 32                |
| Regno Unito               | 30                |
| UK R&B Albums             | 4                 |
| Stati Uniti               | 5                 |
| US Digital Albums         | 4                 |
| US Reggae Albums          | 1                 |
| US Tastemaker Albums      | 4                 |
| US Top Rap Albums         | 1                 |
| US Top R&B/Hip-Hop Albums | 1                 |
| Svezia                    | 42                |
| Svizzera                  | 11                |

### Classifiche di fine anno
| Classifica (2010)         | Posizione massima |
| ------------------------- | ----------------- |
| Stati Uniti               | 170               |
| US Reggae Albums          | 1                 |
| US Top Rap Albums         | 16                |
| US Top R&B/Hip-Hop Albums | 39                |
| Classifica (2011)         | Posizione massima |
| US Reggae Albums          | 2                 |